# Grzyby lecznicze
Grzyby lecznicze (ang. medicinal fungi) – grzyby mające własności lecznicze. U ponad 600 gatunków grzybów, głównie podstawczaków, stwierdzono własności lecznicze. Na świecie wśród grzybów wielkoowocnikowych wykorzystywane w celach leczniczych jest kilkadziesiąt gatunków, w Polsce kilkanaście. Szczególnie często grzyby lecznicze wykorzystywane są w Azji, zwłaszcza w azjatyckiej medycynie ludowej. W kulturze zachodniej grzyby w celach leczniczych wykorzystywane są rzadko, jednak na dużą skalę wykorzystywane są grzyby strzępkowe w biotechnologii farmaceutycznej do produkcji leków.

## Historia leczniczego zastosowania grzybów
Już w XVI w. znanym i często stosowanym produktem leczniczym z grzybów był agaryk. Wytwarzano go z huby modrzewiowej sprowadzanej głównie z Syberii i Azji Mniejszej, oraz z hub rosnących w Europie Południowej. Stosowano go jako środek silnie przeczyszczający i wymiotny, przeciwpotny i do zwalczania robaków w przewodzie pokarmowym.
W Europie w XIX wieku używano w celach leczniczych około 10 gatunków grzybów, głównie w medycynie ludowej, lekarze używali ich rzadko. Muchomorem czerwonym Amanita muscaria leczono reumatyzm. Sporządzoną z niego nalewką lub sokiem nacierano bolące miejsca, czasami zamiast tego okładano chore miejsca świeżymi muchomorami. Nalewka z suszonych muchomorów nalewka z suszonych sporadycznie jest do dzisiaj używana w tym celu.
Młodymi, przekrojonymi owocnikami purchawek Lycoperdon okładano stare, krwawiące i źle gojące się rany. Zarodnikami z dojrzałych, pylących purchawek zasypywano rany, należało przy tym jednak uważać, by nie zaprószyć oczu, gdyż mogło to spowodować ich stany zapalne. Purchawki były także jednym ze składników mikstury, która miała oduczyć od pijaństwa. Do okładania ran wykorzystywano także płaty wycięte ze środkowej części owocników hub rosnących na starych bukach i dębach (mają silne własności higroskopijne). Zmieszaną z korą dębu i namoczoną w wódce hubę rosnącą na śliwach (czyreń śliwowy Phellinus pomaceus), podawano do picia chorym na „zimnicę”.
Odwar ze sproszkowanych owocników błyskoporka podkorowego Inonotus obliquus używano do zwalczania nowotworów. Używano go doustnie i przepłukiwano nim rany. Zamiast tego czasami płatami z tej huby okładano chore miejsca. Sproszkowanego wrośniaka anyżkowego Trametes suaveolens używano do leczenia gruźlicy i jako środek zapachowy.
Jeleniaki Elaphomyces w Europie wykorzystywane był jako afrodyzjak. Brało się to z przekonania ludzi o jego własnościach zwiększania popędu płciowego i potencji, ponieważ często występował na rykowiskach jeleni. W istocie grzyby te często tam występują z tego powodu, że jelenie biorą udział w rozprzestrzenianiu ich zarodników.
W medycynie ludowej wykorzystywano sporysz – występujący na kłosach zbóż przetrwalnik buławinki czerwonej. Wykorzystywano go w chorobach i dolegliwościach kobiecych; do usunięcia zatrzymanego łożyska i jako środek hamujący krwotoki z dróg rodnych, głównie jednak do usuwania ciąży (po doustnym spożyciu).
Wysuszone, a przed użyciem rozmoczone w wodzie lub mleku owocniki uszaka bzowego Auricularia auricula-judae używano na okłady w chorobach zapalnych oczu., a nasączone octem przy anginie. Odwar w mleku wykorzystywano do płukania ust. Wykorzystywano go także przy chorobach układu pokarmowego.
Wykorzystywano w lecznictwie także drożdże piwowarskie Saccharomyces cerevisiae. Zewnętrznie, po zmieszaniu z utartymi ziemniakami lub mąką, wykorzystywano je na okłady przy różnych dolegliwościach skórnych, po zmieszaniu z miodem i mąką żytnią na oparzenia. Wewnętrznie używano ich jako środek przeczyszczający oraz pomocniczy przy szkorbucie. Na początku XX w. zaczęto z nich wyrabiać wzmacniające i odżywcze ekstrakty. Wraz z rtęcią wchodziły w skład lekarstwa Levurargyre do zwalczania kiły.

## Współczesne wykorzystanie grzybów w lecznictwie
U niektórych grzybów występują związki wykazujące działanie przeciwgrzybicze (1), przeciwzapalne (2), przeciwnowotworowe (3), przeciwwirusowe (4), przeciwbakteryjne (5), regulujące ciśnienie krwi (6), kardiotoniczne (7), obniżające poziom cholesterolu (8), przeciwcukrzycowe (9), immunomodulacyjne (10), nefrotoniczne (11), hepatoprotekcyjne (12), nerwotoniczne (13), podnoszące potencję seksualną (14), antyastmatyczne (15). Są to gatunki:
- błyskoporek podkorowy Inonotus obliquus (2,3, 10,12)
- boczniak ostrygowaty Pleurotus ostreatus (3,4,5,8,13)
- lakownica żółtawa Ganoderma lucidum (2,3,4,5,6,7,10,11,12,13,14,15)
- opieńka miodowa Armillaria mellea (1,6,7.14)
- pieczarka dwuzarodnikowa Agaricus bisporus (3,10,11)
- płomiennica zimowa Flammulina velutipes (1,2,3,4,10)
- rozszczepka pospolita Schizophyllum commune (2,3,5,10,11,12)
- soplówka jeżowata Hericium erinaceum (3,10, 13,15)
- twardnik japoński Lentinula edodes (2,3,4,5,6,8,8,10,11,12,14)
- wrośniak różnobarwny Trametes versicolor (3,4,5. 11,12)
- żagiew wielogłowa Polyporus umbellatus (3,10,12,15)
- żagwica listkowata Grifola frondosa (1,3,4,5,6,9,10,12,15)[1].

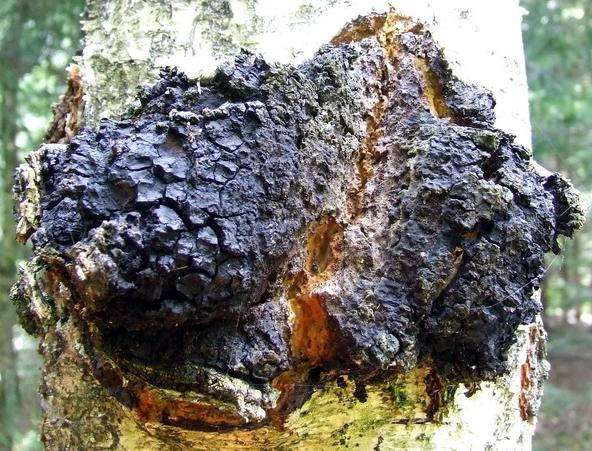
Błyskoporek podkorowy na pniu drzewa
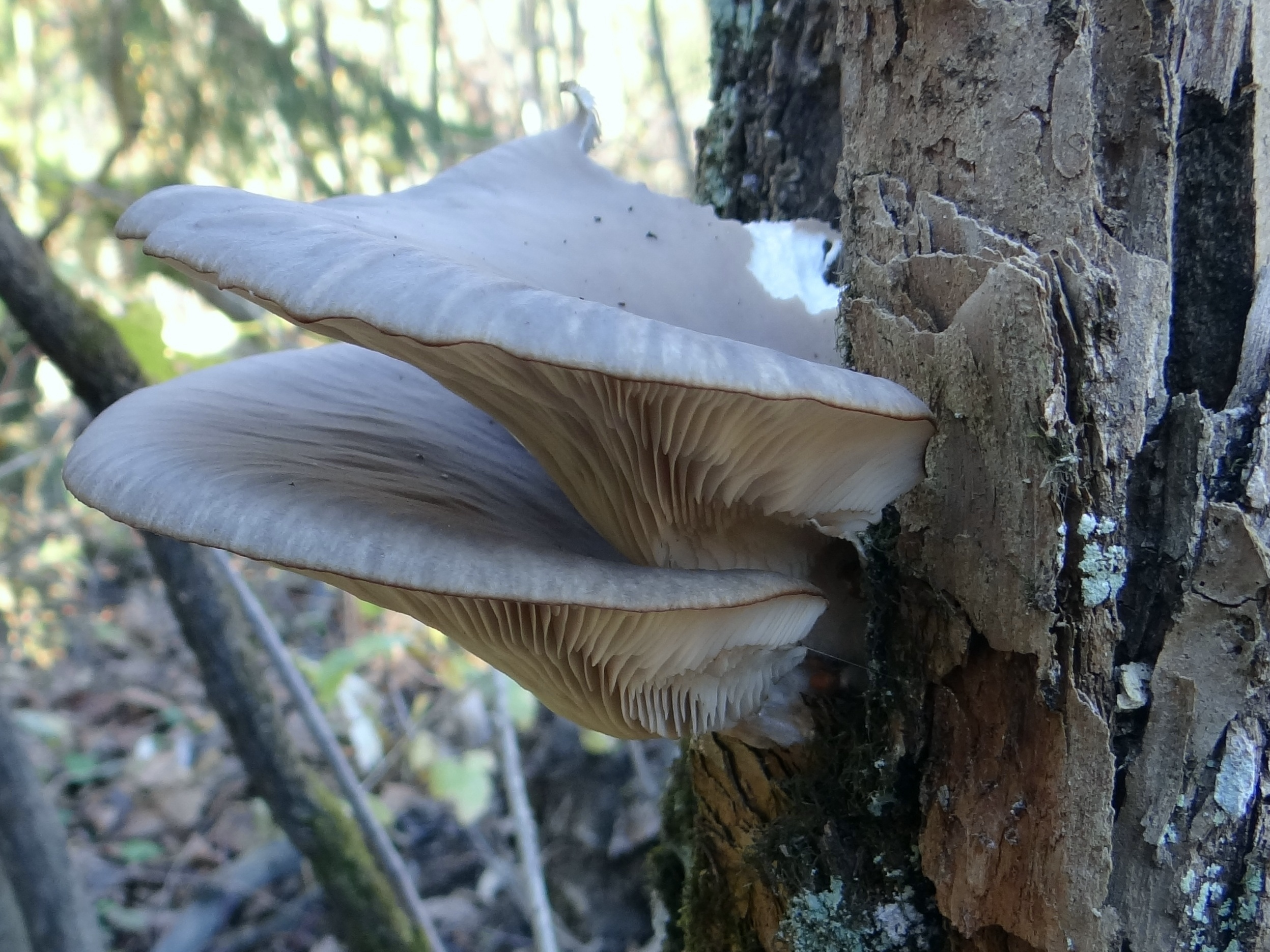
Boczniak ostrygowaty
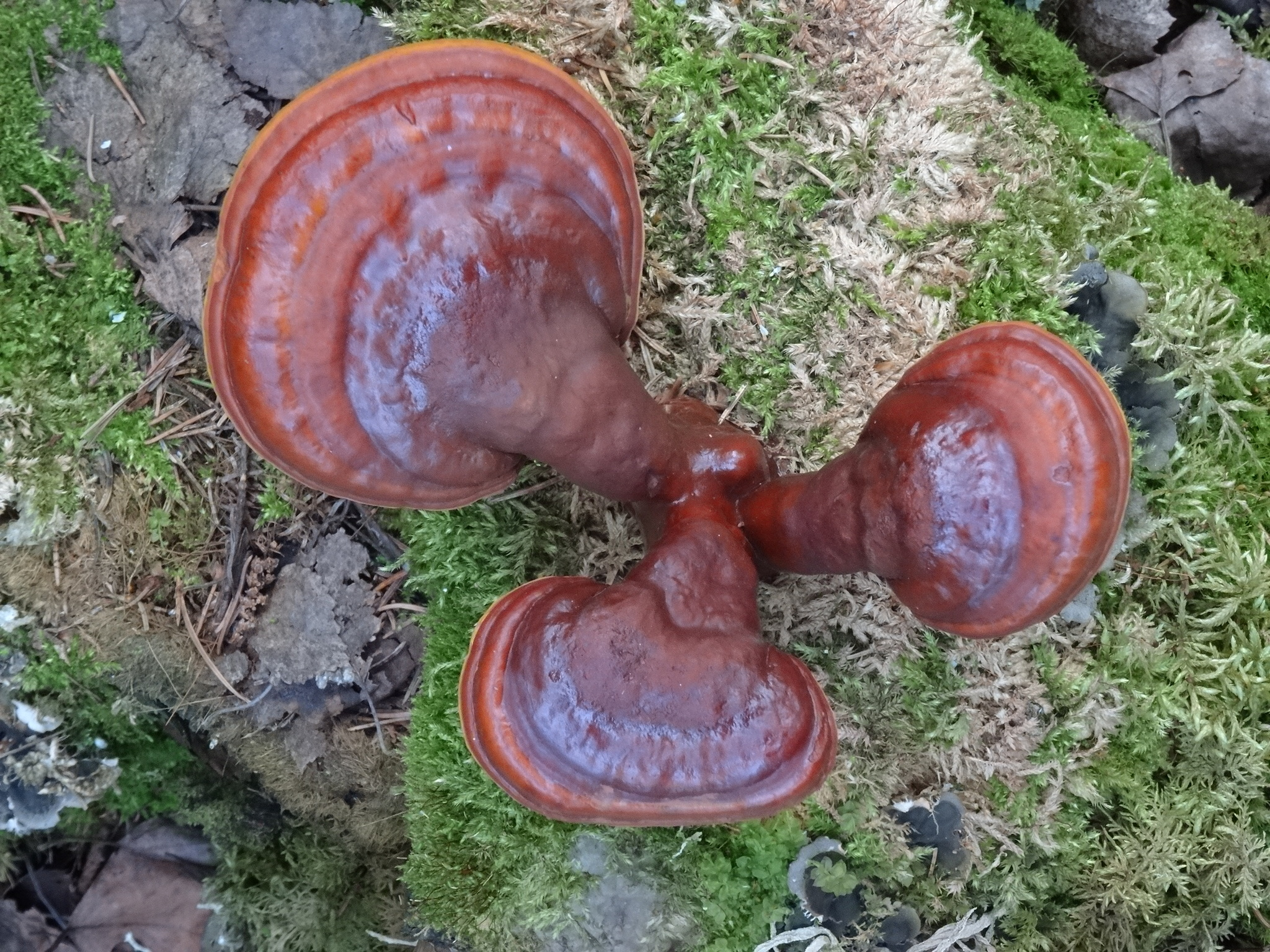
Lakownica żółtawa
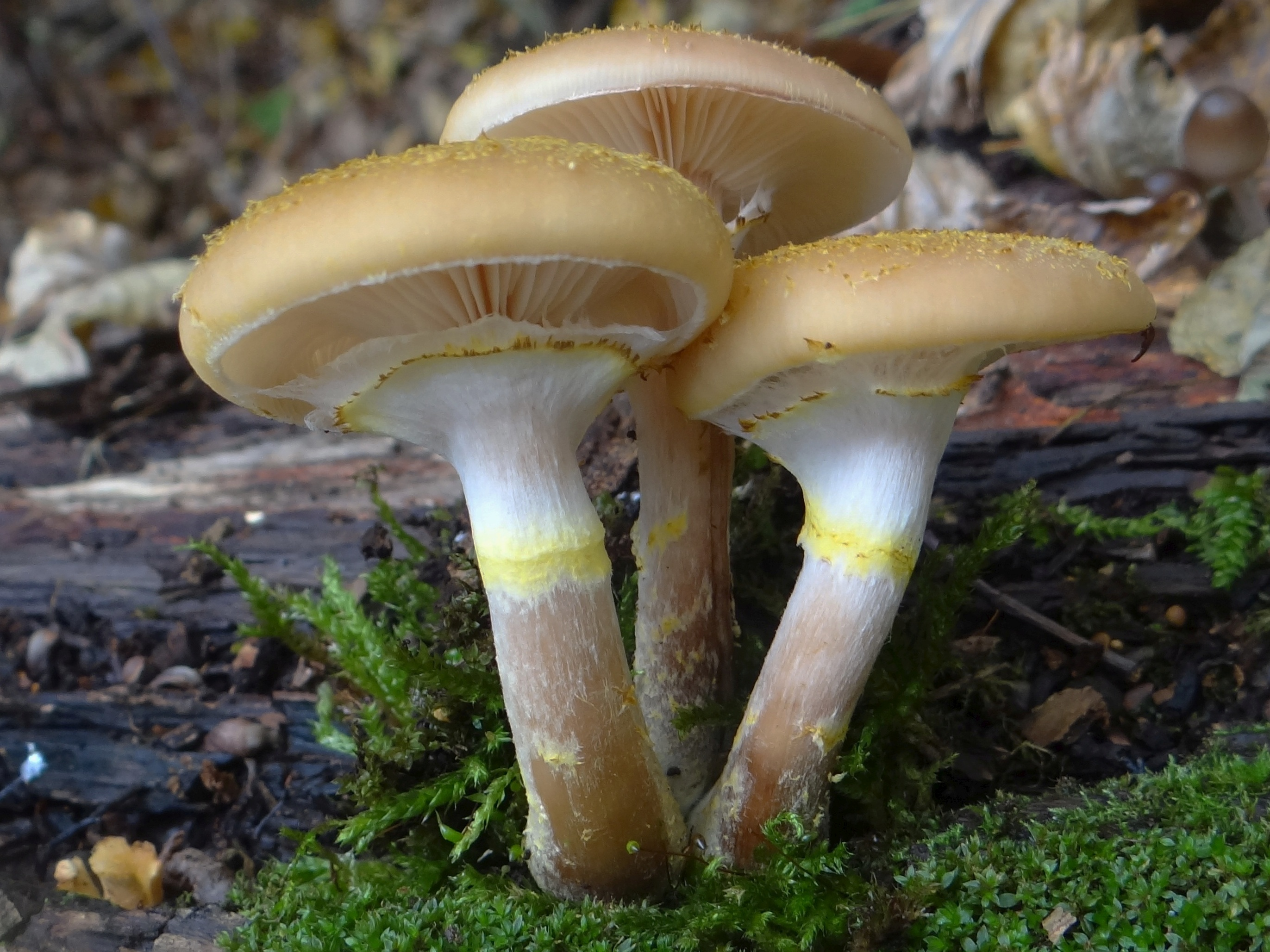
Opieńka miodowa
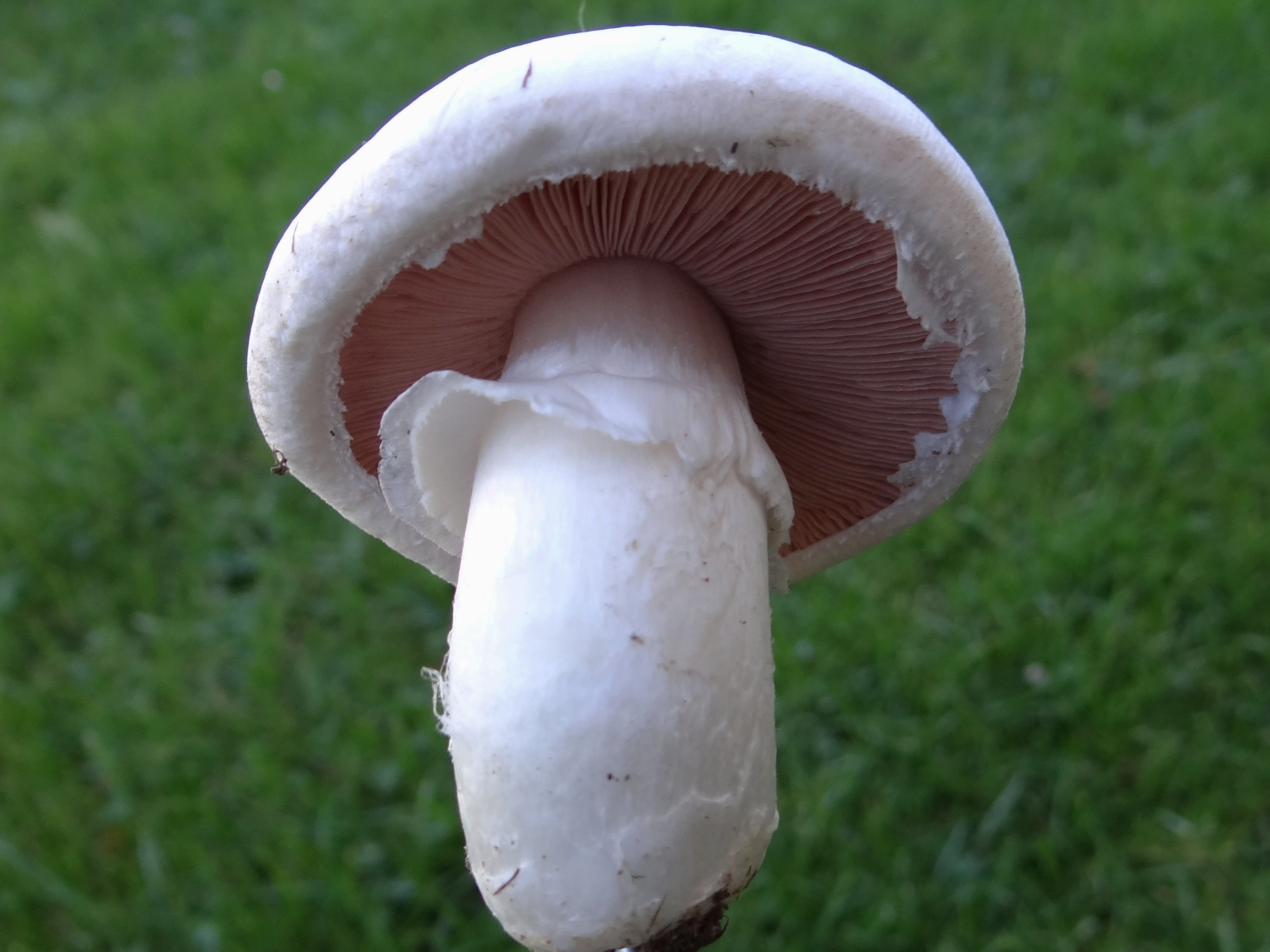
Pieczarka dwuzarodnikowa
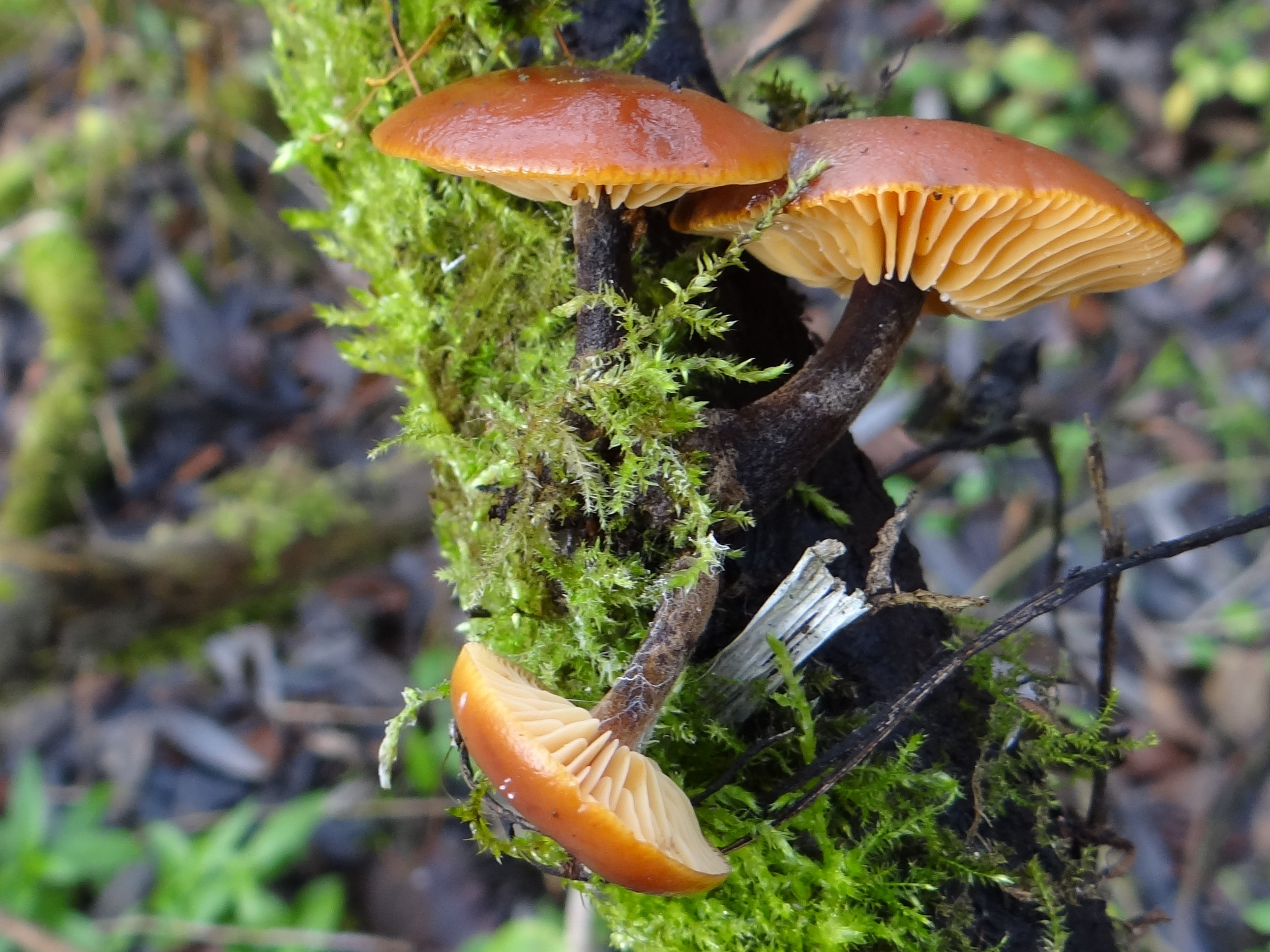
Płomiennica zimowa
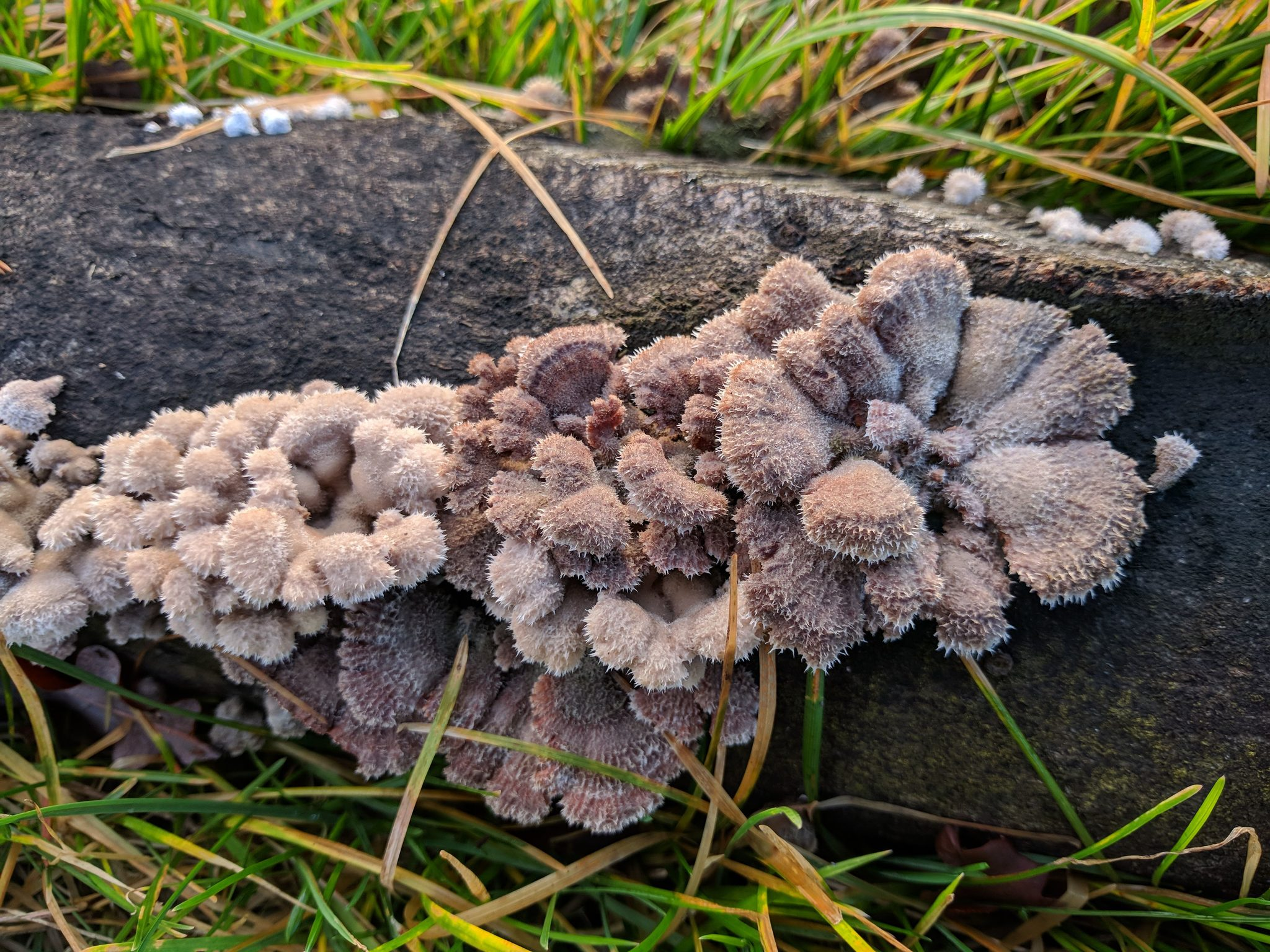
Rozszczepka pospolita
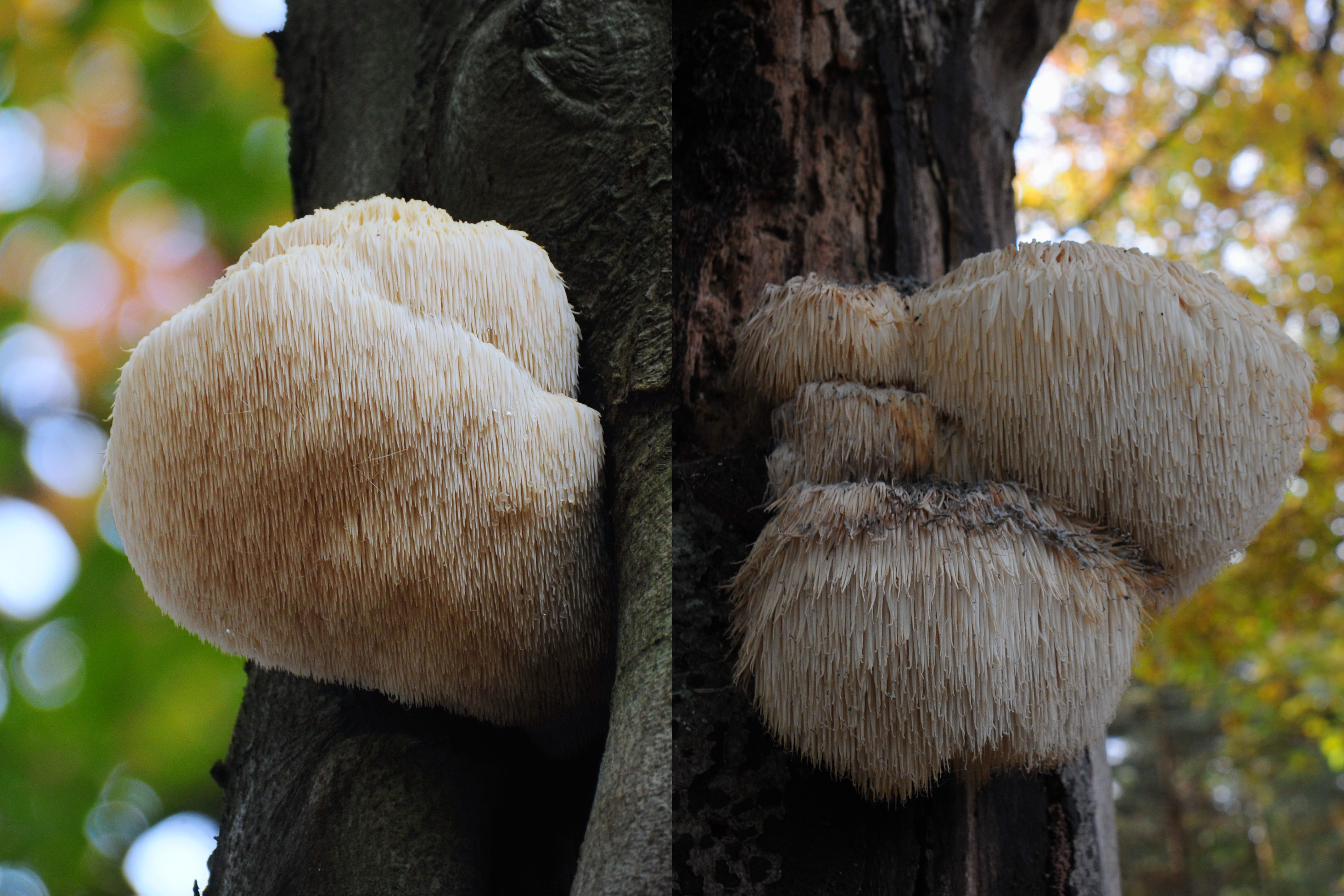
Soplówka jeżowata
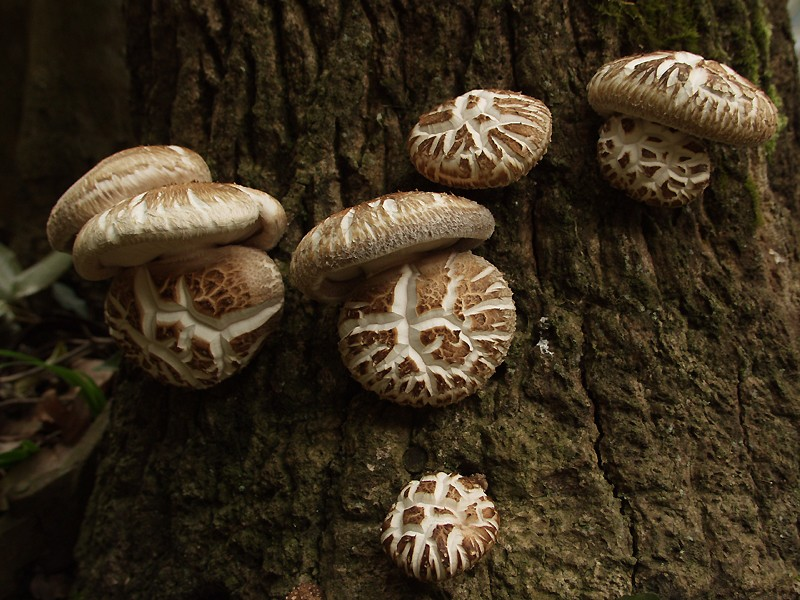
Twardnik japoński
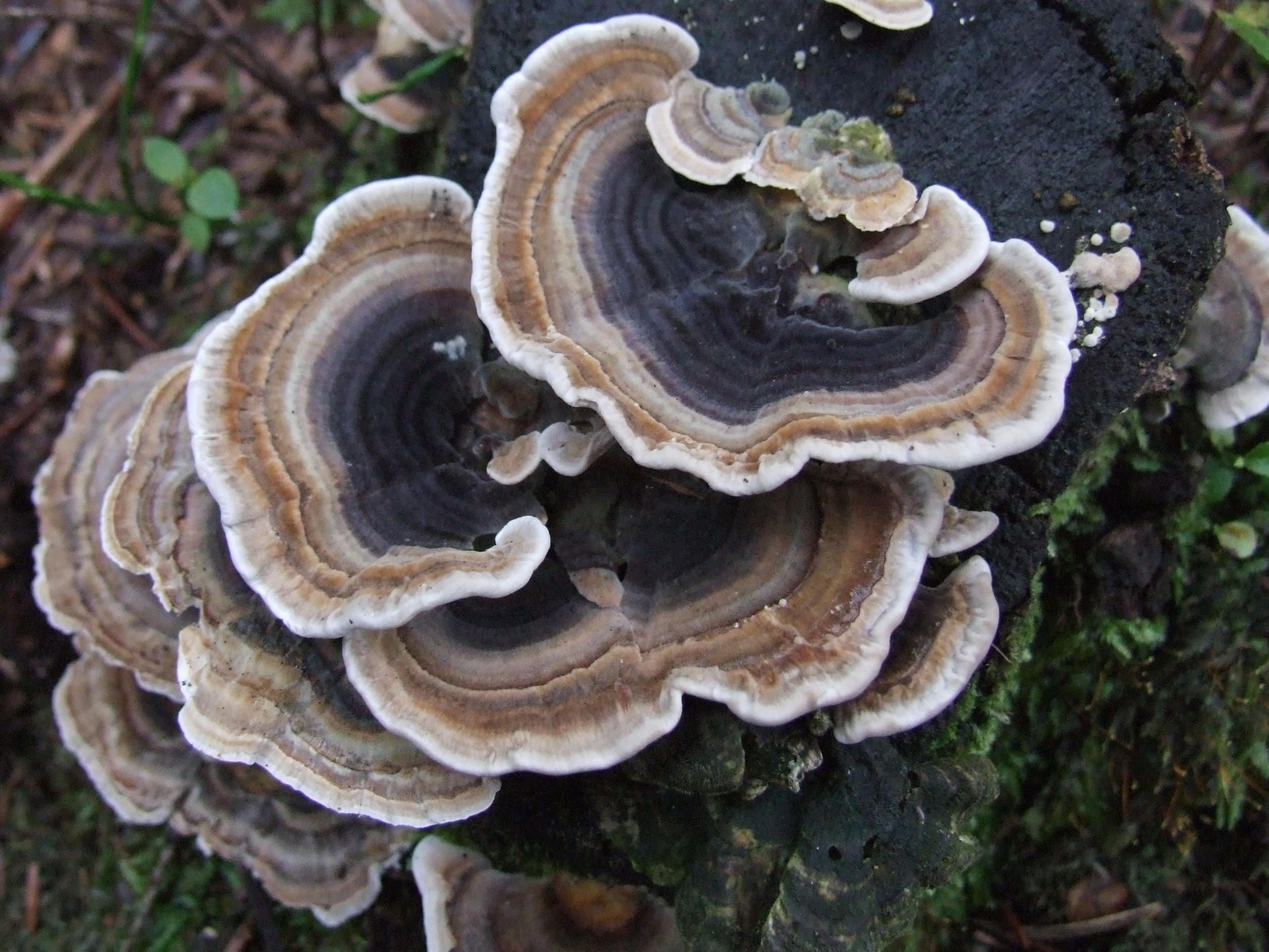
Wrośniak różnobarwny
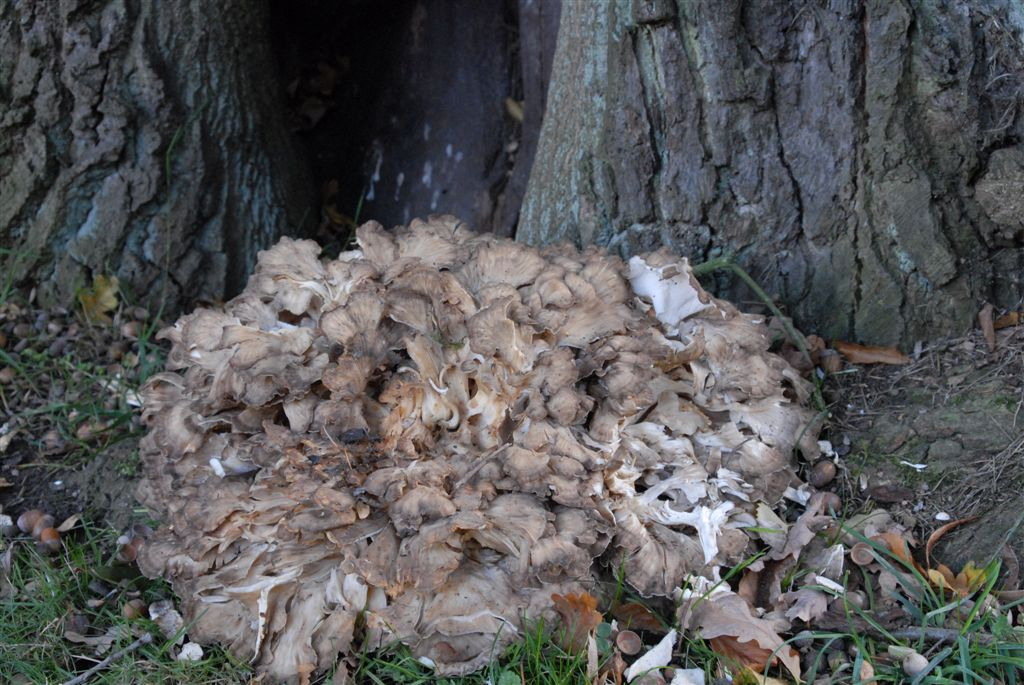
Żagiew wielogłowa
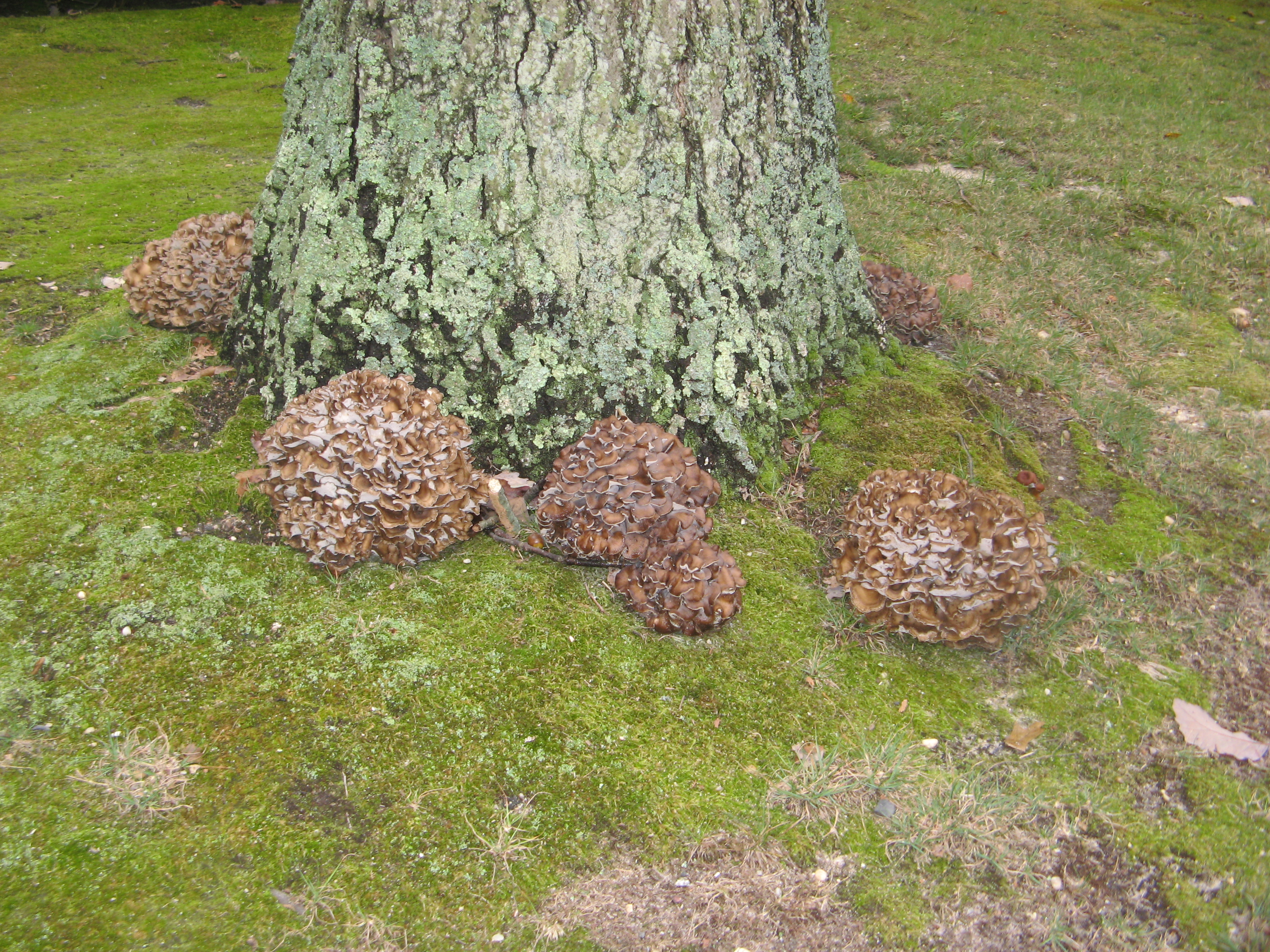
Żagwica listkowata

Wszystkie te gatunki, z wyjątkiem twardnika japońskiego, rosną na stanowiskach naturalnych w Polsce, niektóre jednak są bardzo rzadkie i objęte ochroną prawną. Nad gatunkami tymi prowadzone są badania od kilkudziesięciu lat i mają potwierdzone własności lecznicze. Udało się wyizolować wiele czynnych substancji odpowiedzialnych za te działania. Z ich owocników, grzybni lub podłoża pohodowlanego wytwarza się preparaty stosowane w terapii nowotworów przewodu pokarmowego, piersi, szyjki macicy, płuc. Niektóre z nich to:
- Grifolan (GRN) – frakcja polisacharydowa izolowana z owocników i grzybni żagwicy listkowatej;
- Krestin (PSK – polisacharyd i PSP – kompleks wielocukier-białko) izolowany z grzybni wrośniaka różnobarwnego;
- Lentinan – frakcja polisacharydowa izolowana z owocników twardnika japońskiego;
- Schizofylan (SPG, sonifilan, sizofilan), frakcja polisacharydowa izolowana z podłoża hodowlanego rozszczepki pospolitej[1].

Niektóre gatunki grzybów leczniczych są uprawiane (grzyby uprawne). Są to m.in.: lakownica żółtawa, maczużnik chiński, twardnik japoński, żagiew wielogłowa, Laccocephalum mylittae, Wolfiporia cocos, uszak bzowy, uszak gęstowłosy. Uprawiane są także niektóre porosty lecznicze (również zaliczane do grzybów): szydlina różowa, kruszownica jadalna, Dolichousnea diffracta.

## Grzyby w przemyśle farmakologicznym
W biotechnologii farmaceutycznej szeroko wykorzystywane są grzyby strzępkowe do biosyntezy antybiotyków, witamin, enzymów i kwasów organicznych. Bardzo duże znaczenie ma także zdolność grzybów do biotransformacji, czyli enzymatycznego przekształcenia obcych dla grzyba związków chemicznych na strukturalnie podobne produkty, wykorzystywane następnie do produkcji leków. Np. syntetyczne wytworzenie kortyzonu wymaga 36 reakcji chemicznych, ale wykorzystanie grzyba Rhizopus nigricans, który enzymatycznie przekształca progesteron do 11-α-hydroksyprogesteronu, umożliwiło skrócenie tego cyklu o 25 etapów i obniżyło koszt produkcji leku ponad 100-krotnie. Grzyby strzępkowe są w przemyśle farmaceutycznym szeroko wykorzystywane do produkcji wielu grup leków.
Leki antypadaczkoweZastosowanie w lecznictwie znajdują również niektóre grzyby halucynogenne. Z muchomora czerwonego udało się wyizolować muscymol, związek hamujący napady epilepsji. Aby pozbyć się jego niepożądanych halucynogennych własności w wyniku serii syntez otrzymano bardziej lipofilne pochodne o nazwie Tiagabine (Gabitril). Stosowany jest do leczenia padaczki w postaci napadów częściowych bądź częściowo wtórnie uogólnionych, przy których nieskuteczne są inne preparaty przeciwpadaczkowe.
AntybiotykiNajważniejsze jednak lekarstwa otrzymuje się z mikroskopijnych grzybów strzępkowych. To antybiotyki używane do zwalczania chorób bakteryjnych. Aleksander Fleming w 1928 roku zauważył, że przypadkowe zanieczyszczenie podłoża grzybem strzępkowym Penicillium chrysogenum powstrzymuje wzrost kultur bakterii z rodzaju Staphylococcus (gronkowce). W wyniku dalszych prac laboratoryjnych udało mu się wydzielić substancję za to odpowiedzialną, była to penicylina. Obecnie z kultury P. chrysogenum wytwarza się na dużą skalę antybiotyki beta-laktamowe, takie jak penicyliny i cefalosporyny. W wyniku dalszych, trwających już ponad 60 lat prac laboratoryjnych z naturalnie występującego w przyrodzie gatunku wyhodowano szczepy produkcyjne, które wytwarzają tysiące razy większą ilość antybiotyków. Antybiotyki otrzymuje się również z innych gatunków grzybów strzępkowych, zwłaszcza z rodzajów Penicillium i Streptococcus. Nieustannie trwają laboratoryjne prace nad wytworzeniem nowych antybiotyków.
StatynySą ważną grupą leków obniżających poziom cholesterolu. Pierwszą komercyjną statynę wyekstrahowano z bulionu fermentacyjnego Aspergillus terreus. Grzyb Monascus purpureus może syntetyzować lowastatynę, mewastatynę i prekursor symwastatyny, monakolinę J. Drożdże Saccharomyces cerevisiae wytwarzają rybozyd nikotynamidu będący inhibitorem biosyntezy cholesterolu.
Leki immunosupresyjne
Są to leki obniżające odporność organizmu, stosowane np. przy przeszczepach w celu zapobiegnięcia odrzuceniu przeszczepu. Tolypocladium inflatun wytwarza cyklosporynę, Eupenicillium brefeldianum bredinę, a Penicillium stoloniferum kwas mykofenolowy. Gatunki Aspergillus syntetyzują gliotoksynę i endokrocynę. Fusarium fujikuroi (F. subglutinans) wytwarza subglutinole.